# 11944 Shaftesbury
A 11944 Shaftesbury (ideiglenes jelöléssel 1993 OK9) a Naprendszer kisbolygóövében található aszteroida. Eric Walter Elst fedezte fel 1993. július 20-án.